# 莫罗单抗-CD3
莫罗单抗-CD3（Muromonab-CD3，杨森制药以商品名Orthoclone OKT3出售）是降低接受器官移植病人急性排斥反应的免疫抑制剂。本药是针对T细胞表面CD3受体的单克隆抗体。本药是首个获准人类临床运用的单抗。

## 历史
莫罗单抗-CD3于1985年由美国食品药品监督管理局批准，是首个允许人用的单抗。本药根据指令87/22/EWG在欧洲共同体境内获准，该指令是欧洲药品管理局中央审批系统的前身。其审批流程首先通过了专利药品委员会（现人用药委员会）评估后由各成员国卫生主管机关批准；以德国为例，保罗·埃尔利希研究所于1988年批准本药。由于本药存在众多副作用、使用量减少、亦有更好耐受性的替代药品，生产厂家于2010年自愿将其撤出美国市场。

## 适应证
莫罗单抗-CD3获准用于治疗抵抗糖皮质激素异体肾、心脏、肝移植急性排异反应。本药与巴利昔单抗、达利珠单抗不同，未获准用于预防移植排异；1996年的一篇综述认为本药可安全用于此用途。
有使用本药治疗T细胞急性淋巴母细胞白血病的研究。

## 药物效应动力学与化学
T细胞主要通过T细胞受体（TCR）识别抗原。:160。CD3是组成TCR复合体的蛋白之一。:166TCR-CD3复合体转导抗原信号，使T细胞增殖、并攻击抗原。:160
莫罗单抗-CD3是通过杂交瘤技术产生的小鼠单克隆IgG2抗体。该抗体与TCR复合体上的CD3ε链结合，首先诱导T细胞活化，之后清除T细胞表面TCR复合体并导致细胞凋亡。本药以此保护移植器官不受T细胞攻击。在器官移植诱导治疗时本药每日用药一次，持续七天。
正在研发的新单抗中，使用与本药相同机制的包括：奥昔珠单抗（TRX4）、替利珠单抗（hOKT3γ1(Ala-Ala) ）、维西珠单抗（暂定商品名Nuvion）。正在研究上述药物用于其他疾病的效果（克隆氏症、溃疡性结肠炎、1型糖尿病）。替利珠单抗最近的III期临床试验效果“令人失望”，因此其未来并不明朗。

## 不良反应
本药与CD3结合时会活化T细胞，导致释放肿瘤坏死因子-α、γ-干扰素在内的细胞因子，第一次注射时尤其严重。细胞因子释放综合征（CRS）包括皮肤反应、疲倦、发热、发冷、肌肉疼痛、头痛、恶心、腹泻等副作用，还可能发展为呼吸停止、心搏停止、突發性肺水腫等急症。为最小化CRS风险、避免其他影响病人的副作用，在注射前会给予糖皮质激素（甲泼尼龙等）、对乙酰氨基酚、苯海拉明。
其他不良反应包括白细胞减少、增加严重感染与恶性肿瘤风险（免疫移植疗法常见）。已知神經內科副作用包括无菌脑膜炎、脑病。这些副作用可能由T细胞活化产生。
反复用药会在病人体内形成反小鼠抗体，加快本药清除，导致快速免疫。反复用药还会导致小鼠蛋白过敏性休克，其症状不易与CRS区分。

## 禁忌证
除特殊情况外，本药禁忌证包括对小鼠蛋白过敏、未经补偿的心力衰竭、未受控制的高血压、未受控制的癫痫。本药亦不应在怀孕或哺乳期间使用。

## 词源
- 本药在世界卫生组织制定单克隆抗体命名法前研究完成，因此其命名不遵从命名法惯例。莫罗单抗-CD3是针对CD3的小鼠单克隆抗体的缩写（murine monoclonal antibody targeting CD3）。[2]